# Aeroportul Uru Harbour
Aeroportul Uru Harbour (IATA: ATD, ICAO: AGAT) este un aeroport din Malaita Province⁠(d), Insulele Solomon.
Situat la o altitudine de 7 m, aeroportul dispune de o singură pistă.